# اویل تسوکه
اویل تسوکه (به لاتین: Aouille Tseuque) یک کوه در سوئیس است که در کانتون وله واقع شده‌است. اویل تسوکه ۳٬۵۵۴ متر بالاتر از سطح دریا واقع شده‌است.